# Jeremias Christensen

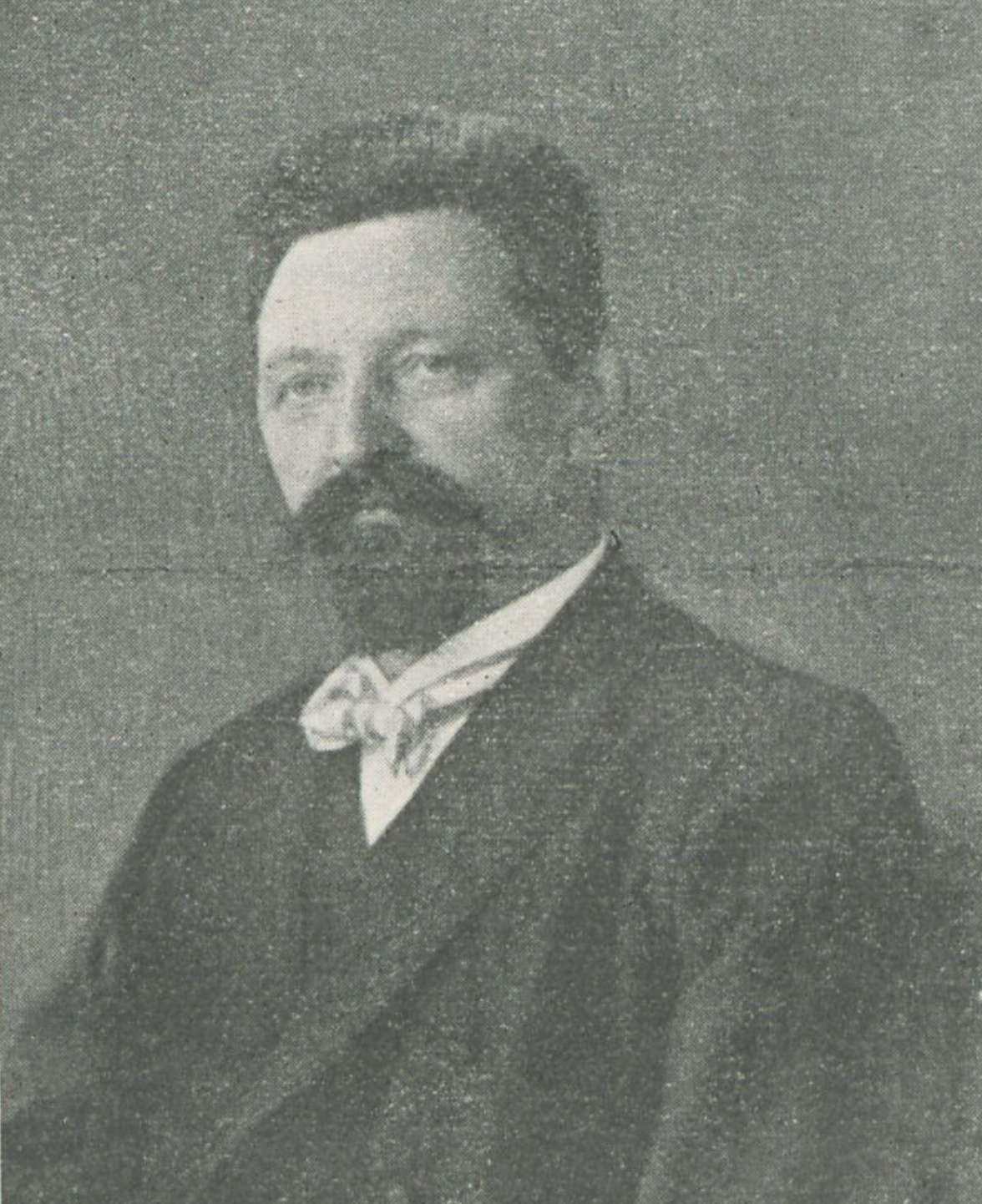
Jeremias Christensen

Jeremias Christensen (* 26. März 1859 in Tingleff, Nordschleswig; † 14. Mai 1908 in Charlottenburg bei Berlin) war ein deutsch-dänischer Bildhauer und Medailleur.

## Leben
Jeremias Christensen war körperbehindert, die Gliedmaßen der rechten Körperhälfte waren verkümmert. Mit 18 Jahren ging er an die Schnitzschule von Christian Carl Magnussen nach Schleswig, wo er eine dreijährige Lehre absolvierte und trotz seiner Behinderung im Modellieren und Schnitzen für Aufsehen sorgte. Seit 1883 besuchte er die Kunstakademie in Kopenhagen, wo er unter dem Einfluss der Werke von Bertel Thorvaldsen mehrere Reliefs modellierte. Beim Wettbewerb um die große Goldmedaille der Kunstakademie ging Christensen zwar nicht als Sieger hervor, doch eine Zuwendung des dänischen Königs und die Mittel aus einem Sonderfonds der Akademie ermöglichten ihm 1887 einen dreijährigen Aufenthalt in Rom. Hier machte er sich von dem Einfluss Thorvaldsens frei und modellierte seine erste freiplastische Figur Der Knabe vom Berge, die als Kleinplastik weite Verbreitung fand. 1890 kehrte er nach Kopenhagen zurück und beteiligte sich erneut am Wettbewerb um die große Goldmedaille. Auch diesmal ging er leer aus, doch ein weiteres Stipendium verschaffte ihm 1891 eine Reise nach Berlin. Der Aufenthalt in der Reichshauptstadt bedeutete für ihn den Wendepunkt seines Lebens, er wurde in Berlin ansässig, was man ihm in Kopenhagen schwer verübelte.
Christensen wurde Mitarbeiter von Harro Magnussen, dem Sohn seines Schleswiger Lehrherrn. Die Zusammenarbeit führte zu einem Bruch, nachdem Magnussen dem deutschen Kaiser 1899 die Statue Der Philosoph von Sanssouci in seinen letzten Tagen für das Sterbezimmer Friedrichs des Großen verkauft hatte. Christensen meldete seine Ansprüche als Mitschöpfer an und zwang Magnussen zu einem halben Zugeständnis. Der Fall beschäftigte die Presse nicht wenig.
1894 beteiligte er sich an einem Wettbewerb für die Skulptur einer Die Spree oder Sprea, die in der Vorhalle des Magistratssitzungssaal im Roten Rathaus in Berlin Aufstellung finden sollte. Christensen ging an dem Wettbewerb, an dem sich 109 Künstler beteiligten, als Sieger hervor.

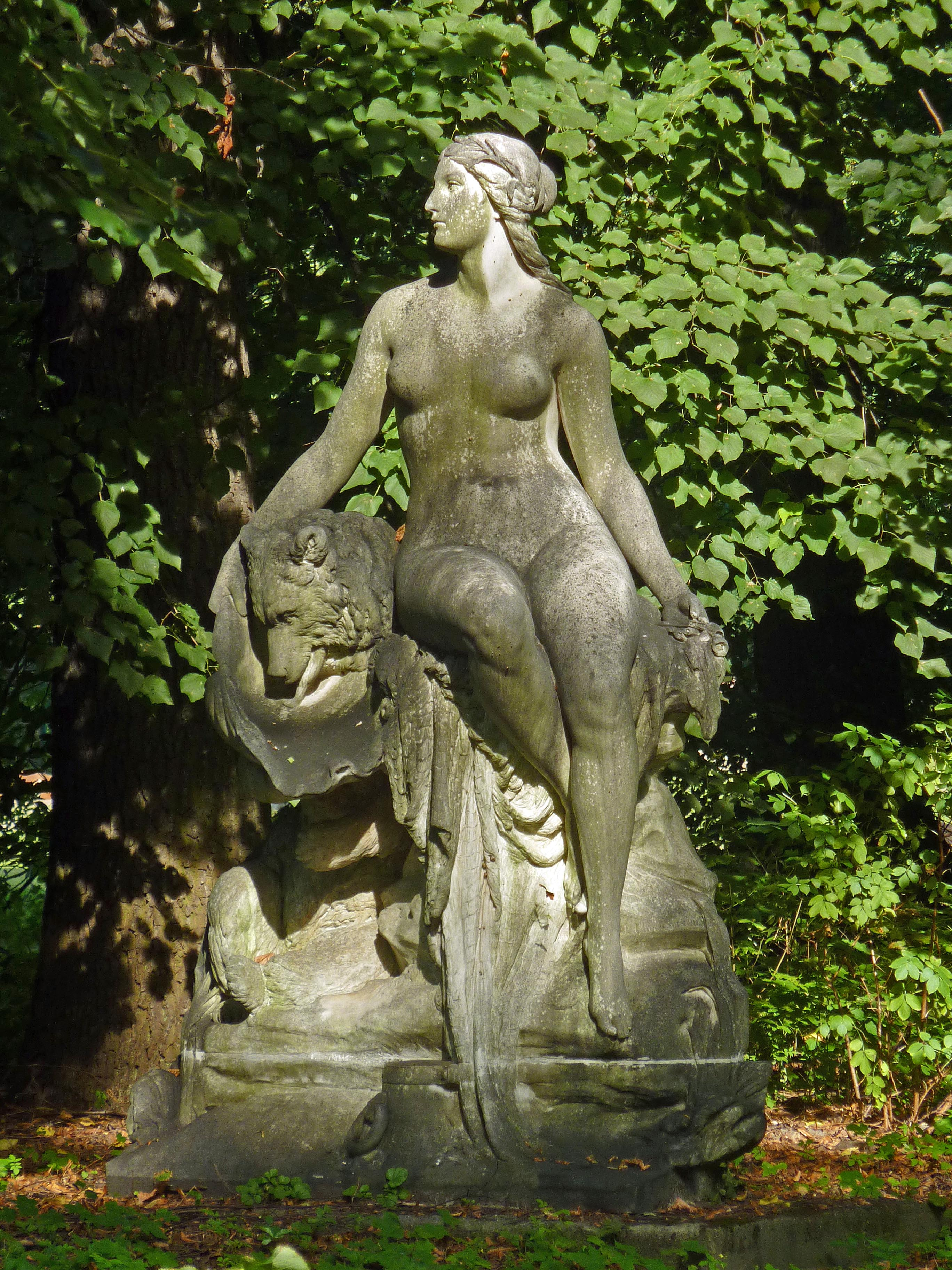
Sprea im Tierpark Berlin

Zusammen mit einer Unmenge weiterer Kunstwerke wie Herrscher-Standbildern, Schlachtengemälden, heroischen Wand- und Deckenbildnissen gehörte die Sprea zu dem Versuch, das Rathaus zu einer Ruhmeshalle auszugestalten, um nach dem Sieg über Frankreich im 19. Jahrhundert, der Reichseinigung 1871 und der damit gestiegenen Bedeutung Berlins als Hauptstadt etwas Einmaliges zu schaffen. Das Rathaus wurde zum Ende des Zweiten Weltkriegs fast vollständig zerstört. Bei seinem Wiederaufbau nach 1950 wurden die erhaltenen Kunstwerke nicht wieder aufgestellt, sondern entweder in Museumsarchiven eingelagert oder an anderen Orten wieder aufgebaut. So erhielt die Sprea – eine idealisierte Frauengestalt mit einem Kranz im Haar, die einem neben ihr im Schilf sitzenden Bären eine mit Wasser gefüllte Muschel zum Trunk reicht – einen neuen Platz im gerade zum Tierpark umgestalteten Schlosspark Friedrichsfelde. Man findet die Figur etwas versteckt zwischen dem Lennéhügel und der Guanakowiese.
1898 ging Christensen bei einem Wettbewerb für ein Denkmal für Herzog Friedrich VIII. von Augustenburg im Park von Düsternbrook in Kiel erneut als Sieger hervor. Alfred Lichtwark, der Direktor der Hamburger Kunsthalle, schrieb 1902 bei einem Besuch in Kiel: „Ich kenne keine schönere Aufstellung eines modernen Denkmals.“ Das Denkmal wurde im Zweiten Weltkrieg zerstört. Christensen gehörte 1898 zu den Gründungsmitgliedern der Berliner Secession. 1905 heiratete er eine Tochter des Rittmeisters von Hülsen aus preußischem Adel.

## Werke
- Darstellung der Martje Flohrs, um 1880, Relief, Holz. Heimatmuseum St. Peter Ording
- Grablegung Christi, 1882, Relief, Holz, vergoldet. Diakonissenanstalt Flensburg
- Joseph deutet im Gefängnis die Träume des Mundschenks, 1885, Relief, Gips. Kirche Tingleff/Dänemark
- Maria salbt die Füße Christi, 1885, Relief, Gips. Diakonissenanstalt Flensburg
- Der Knabe vom Berge, um 1888, ehemals Stadtpark Köslin/Pommern
- Sprea, 1897 Marmor. Tierpark Berlin-Friedrichsfelde
- Denkmal Herzog Friedrich VIII, enthüllt am 20. Juli 1900, ehemals Kiel
- Frauenakt mit Kugel, Kleinplastik, Bronze, Museumsberg Flensburg